# Mannose-1-phosphat
Mannose-1-phosphat ist ein Phosphorsäureester der Mannose und das Isomer von Mannose-6-phosphat. Es ist ein Zwischenprodukt bei der Bereitstellung von Mannose für Glykosylierungen von Proteinen und Lipiden. Physiologisch spielt nur das D-Isomer eine Rolle.

## Bedeutung
Mannose-1-phosphat dient zur Synthese von GDP-Mannose (bzw. Dolicholmonophosphatmannose, Dol-P-Man), das wiederum als „aktivierte“ Mannose für die Synthese einer Vielzahl von Polysacchariden (beispielsweise Xanthan), GPI-Anker sowie Glykanen dient. Bei letzteren erfolgt eine sogenannte Mannosylierung an Proteinen (O-Mannosylierung), also das Anknüpfen von Mannose an Threonin- oder Serinresten (Glykosylierung). Auch C-mannosylierte Proteine benötigen GDP-Mannose.
Darüber hinaus wird aus GDP-Mannose auch die „aktivierte“ L-Fucose (GDP-Fucose) gebildet.
Mannose-1-phosphat kann nicht Zellmembranen passieren, außerdem wird es nicht in die Zelle transportiert.

## Reaktionen
Durch die das Enzym Phosphomannomutase wird α-D-Mannose-1-phosphat aus D-Mannose-6-phosphat bereitgestellt.
α-D-Mannose-1-phosphat dient selbst der Bereitstellung von GDP-Mannose, was entweder eine GTP-abhängige Mannose-1-phosphat-Guanylyltransferase (EC 2.7.7.13) unter Verbrauch von GTP katalysiert:
{\displaystyle {\text{Mannose-1-phosphat}}+{\text{GTP}}\longrightarrow {\text{GDP-Mannose}}+{\text{PP}}_{i}}
Alternativ kann auch eine GDP-abhängige Mannose-1-phosphat-Guanylyltransferase (EC 2.7.7.22) GDP-Mannose bilden, gemäß:
{\displaystyle {\text{Mannose-1-phosphat}}+{\text{GDP}}\longrightarrow {\text{GDP-Mannose}}+{\text{P}}_{i}}

## Pathologie
Eine Mutation der Phosphomannomutase (PMM-2) führt dazu zu einem Defekt, so dass nicht mehr ausreichend Mannose-1-phosphat bereitgestellt werden kann. Dies äußert sich darin, dass viele Proteine nicht mehr modifiziert werden können und führt zu einer schweren Erkrankung, der Congenital Disorder of Glycosylation des Typs 1a (CDG-1a).